# الدوري السعودي الممتاز 1978–79
الدوري السعودي الممتاز 1978–1979 النسخة الثالثة من الدوري السعودي الممتاز. شارك فيها عشرة أندية ولعبت بنظام النقاط، وظفر الهلال بلقب البطولة للمرة الثانية بتاريخه.
الأندية التي هبطت هي الطائي، والرياض.

## الملاعب والمواقع
| النادي   | المكان | الملعب                          |
| -------- | ------ | ------------------------------- |
| الأهلي   | جدة    | ملعب الأمير عبد الله الفيصل     |
| الاتفاق  | الدمام | ملعب الأمير محمد بن فهد         |
| الهلال   | الرياض | ملعب الأمير فيصل بن فهد         |
| الاتحاد  | جدة    | ملعب الأمير عبد الله الفيصل     |
| النهضة   | الخبر  | ملعب الأمير سعود بن جلوي        |
| النصر    | الرياض | ملعب الأمير فيصل بن فهد         |
| القادسية | الخبر  | ملعب الأمير سعود بن جلوي        |
| الرياض   | الرياض | ملعب الأمير فيصل بن فهد         |
| الطائي   | حائل   | ملعب الأمير عبد العزيز بن مساعد |
| الوحدة   | مكة    | ملعب الملك عبد العزيز           |

## جدول الدوري
| الترتيب | النادي   | لعب | النقاط |
| ------- | -------- | --- | ------ |
| 1       | الهلال   | 18  | 30     |
| 2       | النصر    | 18  | 28     |
| 3       | الاتحاد  | 18  | 24     |
| 4       | الأهلي   | 18  | 20     |
| 5       | القادسية | 18  | 19     |
| 6       | الاتفاق  | 18  | 16     |
| 7       | النهضة   | 18  | 14     |
| 8       | الوحدة   | 18  | 14     |
| 9       | الطائي   | 18  | 9      |
| 10      | الرياض   | 18  | 7      |